# Skajzgiry

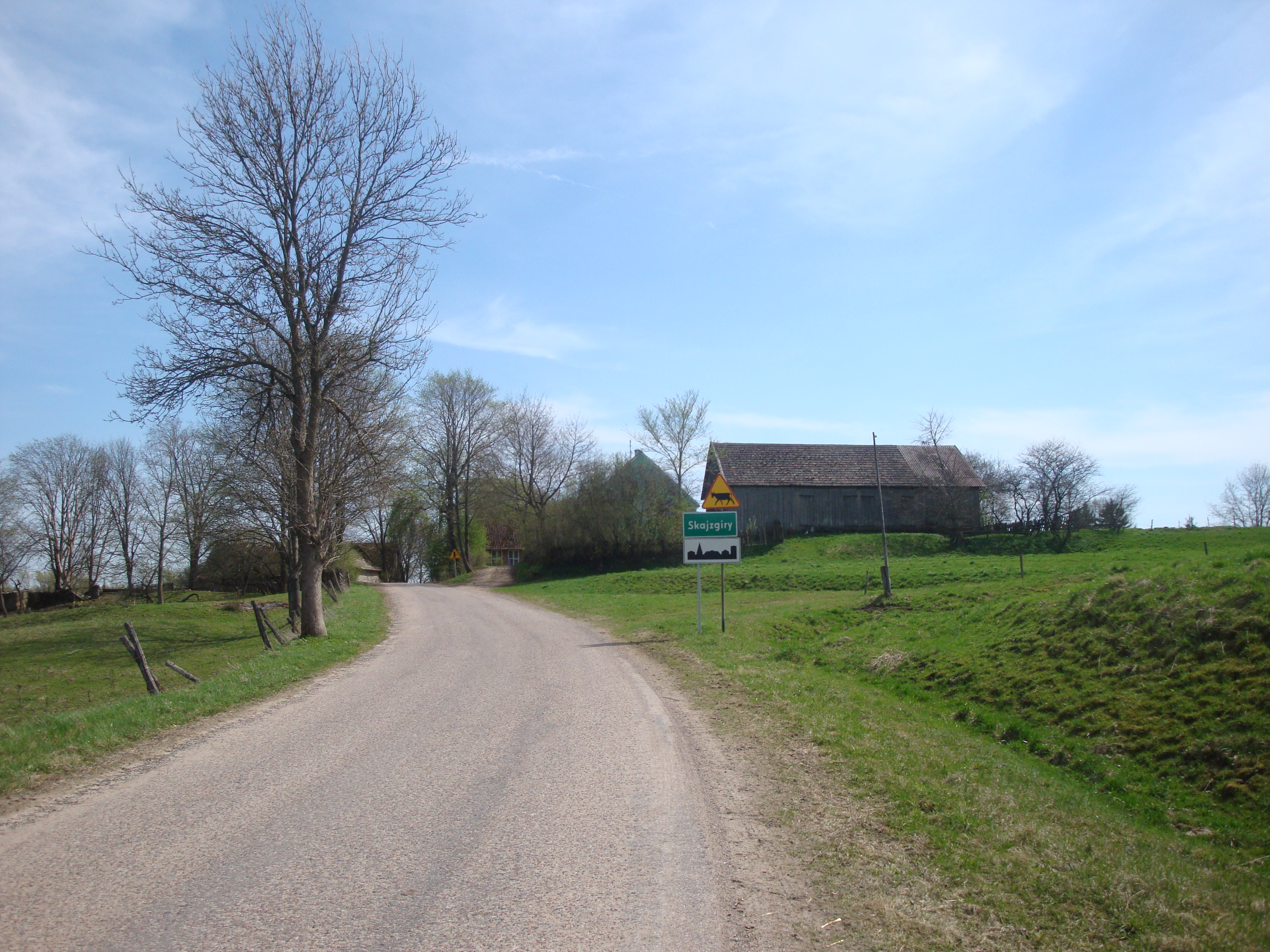
Skajzgiry

Skajzgiry (deutsch Skaisgirren, 1938 bis 1945 Hellerau) ist ein Dorf und Schulzenamt (sołectwo) in der polnischen Woiwodschaft Ermland-Masuren und gehört zur Landgemeinde (gmina wiejska) Dubeninki (Dubeningken) im Powiat Gołdapski (Kreis Goldap).

## Geographische Lage und Verkehrsanbindung
Skajzgiry liegt im äußersten Nordosten der Woiwodschaft Ermland-Masuren, nur zwei Kilometer von der Grenze zur Woiwodschaft Podlachien entfernt. Weiter östlich liegen die Powiathauptstadt Gołdap (29 Kilometer) und der zentrale Gemeindeort Dubeninki (13 Kilometer). Skajzgiry ist auf einer Nebenstraße über die Woiwodschaftsstraße 651 im Abzweig Żytkiejmy (Szittkehmen/Schittkehmen) in südlicher Richtung zu erreichen. Eine Bahnanbindung besteht nicht. Bis 1945 war Pablindszen (heute polnisch: Pobłędzie) an der Bahnstrecke von Goldap über Tollmingkehmen (heute russisch: Tschistyje Prudy) nach Gumbinnen (heute russisch: Gussew) die nächstgelegene Bahnstation.

## Geschichte
Der im Jahre 1611 gegründete Ort Skaisgirren bestand vor 1945 aus mehreren kleinen Höfen. Im Jahre 1874 wurde das Dorf in den neu errichteten Amtsbezirk Adlersfelde (heute nicht mehr existent) eingegliedert, der 1939 in „Amtsbezirk Unterfelde“ (der Ort existiert auch nicht mehr) umbenannt wurde und bis 1945 zum Kreis Goldap im Regierungsbezirk Gumbinnen der preußischen Provinz Ostpreußen gehörte.
Im Jahre 1910 lebten in Skaisgirren 139 Einwohner. Ihre Zahl sank bis 1933 auf 117 und betrug 1939 noch 106. Am 3. Juni – amtlich bestätigt am 16. Juli – des Jahres 1938 erhielt Skaisgirren im Zuge der nationalsozialistischen Umbenennungsaktion den Namen „Hellerau (Ostpr.)“.
Doch diese Umbenennung sollte nicht lange Gültigkeit haben. Als in Kriegsfolge 1945 das Dorf zu Polen kam, erhielt es die polnische Namensform „Skajzgiry“. Zwischen 1975 und 1998 gehörte das Dorf zur Woiwodschaft Suwałki, die dann aufgelöst wurde. Heute gehört der Ort zur Gmina Dubeninki im Powiat Gołdapski im Gebiet der Woiwodschaft Ermland-Masuren.

## Kirche

### Evangelisch
Vor 1945 war der weitaus größte Teil der Bevölkerung Skaisgirrens resp. Helleraus evangelischer Konfession. Das Dorf hatte keine eigene Kirche, sondern gehörte zum Kirchspiel Szittkehmen/Schittkehmen (1938 bis 1945: Wehrkirchen, heute polnisch: Żytkiemy). Dieses war in den Kirchenkreis Goldap in der Kirchenprovinz Ostpreußen der Kirche der Altpreußischen Union eingegliedert.
Aufgrund von Flucht und Vertreibung in Kriegsfolge kam das Leben der evangelischen Kirchengemeinde 1945 so gut wie zum Erliegen. Heute gibt es nur wenige evangelische Kirchenglieder. Sie gehören jetzt zur Kirchengemeinde in Gołdap, einer Filialgemeinde der Pfarrei in Suwałki (Suwalken) in der Diözese Masuren der Evangelisch-Augsburgischen Kirche in Polen.

### Katholisch
Lebten vor 1945 nur sehr wenige Katholiken in Skaisgirren resp. Hellerau, so änderte sich das mit der Neubesiedlung des Ortes in den Jahren nach 1945. Die Pfarrkirche der katholischen Pfarrkinder wurde jetzt die in Żytkiejmy, die bisher Gotteshaus der Protestanten war. Sie wurde dem Erzengel Michael (Kościół św. Michała Archanioła) geweiht und untersteht der Diecezja Ełk (Diözese Lyck) der Katholischen Kirche in Polen.

## Persönlichkeiten
- Gertrude Helmholz (* 1884 in Skaisgirren; † 1967 in Marktredwitz), Malerin